# 1968年メキシコシティーオリンピックのルーマニア選手団
1968年メキシコシティーオリンピックのルーマニア選手団（1968ねんメキシコシティーオリンピックのルーマニアせんしゅだん）は、1968年10月12日から10月27日にかけてメキシコの首都メキシコシティーで開催された1968年メキシコシティーオリンピックのルーマニア選手団、およびその競技結果。

## 概要
今大会は金メダル4個、銀メダル6個、銅メダル5個の合計15個のメダルを獲得した。

## メダル
| メダル | 選手名                   | 競技       | 種目               |
| ------ | ------------------------ | ---------- | ------------------ |
| 金     | ビオリカ・ビスコポレアヌ | 陸上       | 女子走幅跳         |
| 金     | リア・マノリウ           | 陸上       | 女子円盤投         |
| 銀     | イローナ・シライ         | 陸上       | 女子800m           |
| 銀     | ミハエラ・ペネス         | 陸上       | 女子やり投         |
| 銀     | イオン・モネア           | ボクシング | 男子ライトヘビー級 |
| 銅     | カリストラ・カトフ       | ボクシング | 男子ライト級       |